# Zahara (musicienne)
Ne pas confondre avec la chanteuse espagnole Zahara
Bulelwa Mkutukana, de son nom de scène Zahara, née à East London le 9 novembre 1987 et morte à Johannesbourg le 11 décembre 2023, est une chanteuse sud-africaine, compositrice et interprète. 
Elle bénéficie d'un bon accueil dès son premier album, Loliwe, sorti en 2011. Aussi, le 1er mai 2012, lors de la cérémonie des South African Music Awards, elle remporte huit prix, dont ceux de meilleure artiste féminine et d'album de l'année. Elle chante en xhosa, ainsi qu'en anglais.

## Biographie

### Enfance
Zahara est née sous le nom de Bulelwa Mkutukana dans le camp de Phumlani, près de East London dans le Cap-Oriental, en Afrique du Sud, où elle vit avec ses parents Nokhaya et Mlamli Mkutukana. Elle est la sixième de sept enfants, et s'intéresse au chant dès sa jeune enfance. Son nom de scène signifie « fleur fleurie ».

### Carrière
Son premier album, Loliwe, est publié en 2011, produit par Robbie Malinga. Le premier tirage est vendu en 72 heures, et 19 jours plus tard, l'album atteint le disque double de platine en Afrique du Sud, dépassant les 100 000 ventes. Cela fait d'elle la deuxième musicienne, après Brenda Fassie, qui était aussi issue du peuple xhosa, à atteindre ce chiffre en un temps record. Elle sort son premier DVD live avec LeRoy Bell, son concurrent dans l'émission The X Factor. Ce DVD a atteint le platine (selon les normes fixées par l'industrie du disque d'Afrique du Sud) en une journée.
Le 1er mai 2012, lors des South African Music Awards, elle remporte huit prix, dont ceux de Meilleure artiste féminine et Album de l'année. La même année, elle se voit attribuer également un Kora Awards. Elle devient une ambassadrice du Nelson Mandela Children's Hospital.
Phendula est un nouvel album studio, sorti chez TS Records le 13 septembre 2013. La production de l'album est principalement assurée par Robbie Malinga, de nouveau, et Mojalefa Thebe. Il comprend notamment parmi les artistes invités Ladysmith Black Mambazo, et parmi les titres les plus notoires Phendula et Impilo.
En juillet 2014, le jeune frère de Zahara est assassiné à East London. Zahara, très touchée, traverse une période de dépression, mais se rétablit et diffuse en 2015 un nouvel album studio, Country Girl. En 2015, lors des Eastern Cape Music Awards, elle remporte plusieurs récompenses.
Début 2017, Zahara signe avec Warner Music South Africa Le 13 octobre 2017, elle sort un quatrième album studio, Mgodi. L'album devient rapidement disque d'or,. Des tournées musicales suivent, notamment en Amérique du Nord.
Après une pause de quatre ans dans son parcours musical, Zahara annonce son cinquième album studio, et publie le single principal de l'album Nyamezela le 7 mai 2021. Le 30 juillet 2021, elle publie un deuxième single Nqaba Yam. Cet album, intitulé également Nqaba Yam, doit initialement sortir le 9 juillet 2021, mais est retardé en raison des blocages liés à la pandémie de COVID-19 et sort finalement le 13 août 2021.

### Mort
Zahara, souffrant d'alcoolisme et malade du foie, meurt le 11 décembre 2023 à l'âge de 36 ans dans un hôpital de Johannesbourg,.

## Style
Sa musique est généralement considérée comme de l'afro-soul. Elle chante dans sa langue maternelle, le xhosa, ainsi qu'en anglais. Sa musique a été décrite comme un mélange entre des styles popularisés par Tracy Chapman, et India.Arie.

## Discographie
- Loliwe (2011)
- The Beginning Live (2012)
- Nelson Mandela (2013)
- Phendula (2013)
- Country Girl (2015)
- Mgodi (2017)
- Nqaba Yam (2021)

## Prix et nominations
| Année | Événement                              | Prix                                          | Œuvre                                                                         | Résultat   | Réf.   |
| ----- | -------------------------------------- | --------------------------------------------- | ----------------------------------------------------------------------------- | ---------- | ------ |
| 2014  | African Muzik Magazine Awards          | Meilleure artiste féminine d'Afrique australe |                                                                               | Lauréat    | [ 13 ] |
| 2014  | 20th Annual South African Music Awards | Meilleures ventes d'album                     | Phendula                                                                      | Lauréat    | [ 14 ] |
| 2014  | 20th Annual South African Music Awards | Artiste féminine de l'année                   | Phendula                                                                      | Lauréat    | [ 14 ] |
| 2014  | 20th Annual South African Music Awards | Meilleure musique RnB, Soul ou Reggae         | Phendula                                                                      | Nomination | [ 15 ] |
| 2014  | Metro FM Music Awards                  | Meilleur album pop africain                   | Phendula                                                                      | Nomination | [ 16 ] |
| 2014  | Metro FM Music Awards                  | Meilleure artiste féminine                    |                                                                               | Nomination | [ 16 ] |
| 2014  | Metro FM Music Awards                  | Chanson de l'année                            | Phendula                                                                      | Nomination | [ 16 ] |
| 2013  | Nigeria Entertainment Awards           | Artiste sud-africain de l'année               |                                                                               | Lauréat    | [ 17 ] |
| 2013  | 19th Annual South African Music Awards | Best Collaboration                            | Thetha Nami (Riot featuring Zahara)                                           | Lauréat    | [ 18 ] |
| 2013  | 19th Annual South African Music Awards | Best Collaboration                            | Hold On (Bambelela) (Zahara featuring LeRoy Bell and the Soweto Gospel Choir) | Nomination | [ 19 ] |
| 2013  | 19th Annual South African Music Awards | Meilleur DVD live                             | The Beginning Live                                                            | Nomination | [ 19 ] |
| 2013  | 19th Annual South African Music Awards | MTN SAMA Record Of The Year                   | Umthwalo                                                                      | Nomination | [ 19 ] |
| 2013  | 19th Annual South African Music Awards | Meilleures ventes Ring-Back-Tone              | Loliwe                                                                        | Lauréat    |        |
| 2012  | Kora Awards                            | Meilleure artiste féminine d'Afrique australe | Loliwe                                                                        | Lauréat    | [ 2 ]  |
| 2012  | Channel O Music Video Awards           | Meilleur clip féminin                         | Loliwe                                                                        | Lauréat    | [ 20 ] |
| 2012  | 18th Annual South African Music Awards | Meilleur album de musique urbaine et smooth   | Loliwe                                                                        | Lauréat    | [ 21 ] |
| 2012  | 18th Annual South African Music Awards | Meilleure collaboration                       | Incwad' Encane (Zahara featuring Georgie Munetsi)                             | Lauréat    | [ 21 ] |
| 2012  | 18th Annual South African Music Awards | Meilleures ventes d'album                     | Loliwe                                                                        | Lauréat    | [ 21 ] |
| 2012  | 18th Annual South African Music Awards | Nouvel artiste de l'année                     | Loliwe                                                                        | Lauréat    | [ 21 ] |
| 2012  | 18th Annual South African Music Awards | Artiste féminine de l'année                   | Loliwe                                                                        | Lauréat    | [ 21 ] |
| 2012  | 18th Annual South African Music Awards | Album de l'année                              | Loliwe                                                                        | Lauréat    | [ 21 ] |
| 2012  | 18th Annual South African Music Awards | Meilleure vente en téléchargement de l'année  | Loliwe                                                                        | Lauréat    | [ 22 ] |
| 2012  | 18th Annual South African Music Awards | Remix de l'année                              | Lengoma (DJ Sbu featuring Zahara)                                             | Lauréat    | [ 22 ] |
| 2012  | Hip Hop World Awards (The Headies)     | Artiste africain de l'année                   | Loliwe                                                                        | Nomination | [ 23 ] |
| 2011  | Metro FM Music Awards [A]              | Meilleur album produit                        | Loliwe                                                                        | Nomination | ,      |
| 2011  | Metro FM Music Awards [A]              | Meilleur album féminin                        | Loliwe                                                                        | Lauréat    | ,      |
| 2011  | Metro FM Music Awards [A]              | Meilleur nouvel artiste                       |                                                                               | Nomination | ,      |
| 2011  | Metro FM Music Awards [A]              | Chanson de l'année                            | Loliwe                                                                        | Lauréat    | ,      |
| 2011  | Metro FM Music Awards [A]              | Hit Single de l'année                         | Lengoma (DJ Sbu featuring Zahara)                                             | Lauréat    | ,      |
| 2011  | Feather Awards                         | Musicien (Zakes Bantwini et Zahara)           |                                                                               | Lauréat    | [ 26 ] |

Note : Les récompenses Metro FM Music n'ont pas été remises en 2012 en raison d'un repositionnement. La cérémonie de remise des prix a eu lieu en 2013.